# Miljonprogrammet

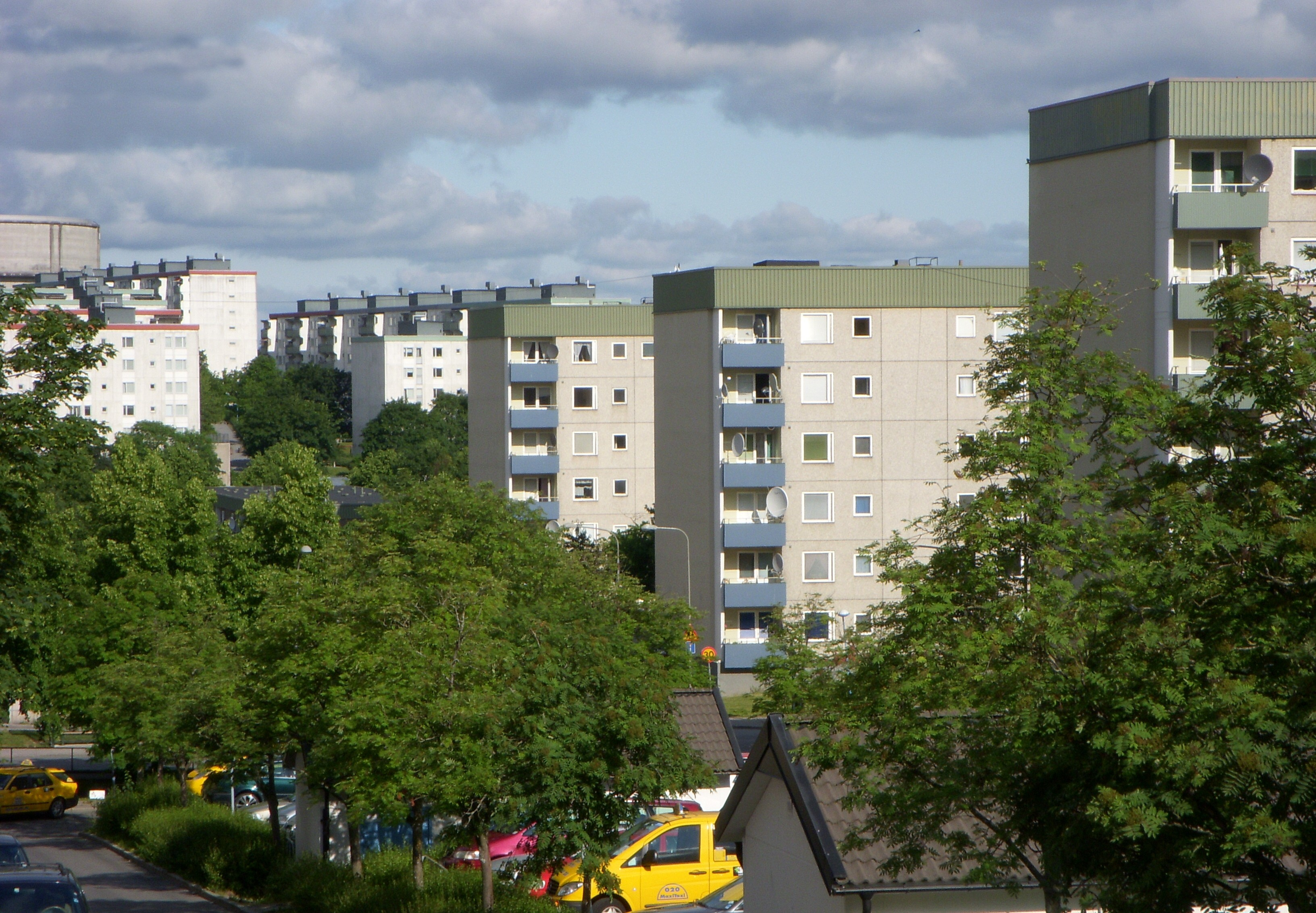
Sídliště Tensta nedaleko Stockholmu.

Miljonprogrammet (česky doslovně Milionový program) byl program švédské vlády v letech 1965–1974. Termín začala užívat média až několik let po jeho skončení. Cílem programu tehdejší sociálně demokratické vlády bylo zajistit každému obyvateli Švédska kvalitní bydlení. Kvůli tomu mělo být v období deseti let vybudováno milion bytů.
Program znamenal realizaci myšlenky výstavby panelových domů ve Švédsku. Nebyly však budovány jen panelové domy; vznikaly i jiné, menší stavby.
V současné době jsou sídliště, která vznikla v rámci projektu miljonprogrammet často renovována. Mnohá z nich (např. Tensta, Rinkeby, či Rosengård) byla na přelomu 80. a 90. let osídlena především imigranty a stala se symbolem fenoménu imigrace ve Švédsku.